# 太白山城駅
太白山城駅（テベクサンソンえき）は、朝鮮民主主義人民共和国黄海北道平山郡平山邑にある朝鮮民主主義人民共和国鉄道省平釜線の駅である。
1945年7月当時は平山駅（ピョンサンえき、朝鮮語：평산역）という駅名であった。現在の駅名は付近にである太白山城（朝鮮民主主義人民共和国国宝文化財第93号）から由来する。

## 歴史
- 1931年12月20日：平山駅として開業[1]。
- 日時不明：太白山城駅に改称。

## 隣の駅
朝鮮民主主義人民共和国鉄道省
平釜線
平山駅 - 太白山城駅 - 汗浦駅